# تاگیل
تاگیل (به لاتین: Tagil) یک رود در روسیه است که در استان سوردلوفسک واقع شده‌است.